# Litex Lovech II
El Litex Lovech II (en búlgaro: ПФК Литекс Ловеч 2) es un equipo de fútbol de Bulgaria que juega en la B PFG, segunda categoría de fútbol en el país.

## Historia
Fue fundado en el año 2015 en la ciudad de Lovech como el principal equipo filial de Litex Lovech, por lo que no es elegible para jugar en la A PFG ni en la Copa de Bulgaria; y al menos debe estar una categoría por debajo del primer equipo.

### Fundación
A inicios del 2015 la Unión de Fútbol de Bulgaria puso a discusión la idea de los equipos filiales en la estructura del fútbol en Bulgaria como lo hacen ligas como Alemania, España y Francia, las cuales han implementado la idea desde hace años y que ha dado buenos resultados, esto como una solución a la crisis futbolística en la que ha estado el fútbol en la última década, ya que Bulgaria no juega un torneo continental desde 2004 y un mundial de fútbol desde 1998.
Seis equipos fueron elegidos de la máxima categoría para implementar el plan piloto, los cuales fueron Ludogorets Razgrad, Litex Lovech, CSKA Sofia, Levski Sofia, PFC Cherno More Varna y PFC Botev Plovdiv y esos equipos jugaría en la B PFG para la temporada 2015/16, aunque de estos equipos, los únicos que cumplieron con los requisitos para jugar en la B PFG fueron Litex Lovech II y Ludogorets Razgrad II.

### Temporada Inaugural
La estancia del club en la segunda categoría fue corta debido a que el primer equipo fue descendido a la B PFG para la temporada 2016/17, por lo que el club en la temporada 2016/17 jugaría en la V AFG (tercera división), aunque el club terminará la temporada en segunda categoría hasta el final.